# Маклеод, Алистер
Алистер Маклеод (англ. Alistair MacLeod; 20 июля 1936, Норт-Батлфорд, Саскачеван — 20 апреля 2014, Уинсор, Онтарио) — канадский литературовед и писатель-прозаик, автор рассказов и романа «Без особых потерь». Лауреат Дублинской литературной премии (2001), офицер ордена Канады, член Королевского общества Канады.

## Биография
Алистер Маклеод родился в семье потомственного шахтёра. Его отец потерял лёгкое в результате свинцового отравления ещё до рождения сына. Сам Алистер вырос на ферме в Саскачеване, куда семья перебралась в годы Великой депрессии, а затем, с десяти лет, на ферме на острове Кейп-Бретон в Новой Шотландии, унаследованной его семьёй от прапрадеда по отцовской линии. Однако он и сам успел в юности поработать и на горных разработках, и на лесозаготовках. Он, в частности, работал в шахтах Северо-Западных территорий и Британской Колумбии, а также на добыче урана в северном Онтарио в месяцы летних каникул, зарабатывая на учёбу сначала в учительском колледже, а затем в Университете святого Франциска Ксаверия в Новой Шотландии и Университете Нью-Брансуика. Завершил он своё образование в Университете Нотр-Дам (Индиана), где защитил докторскую диссертацию по творчеству Томаса Харди.
По окончании учёбы Маклеод стал преподавателем английской литературы в Индианском университете, где основной темой его курсов была британская литература XIX века, а в 1969 году перешёл в Уинсорский университет в Онтарио, где, помимо истории английской литературы, преподавал творческую письменную речь. Маклеод оставался преподавателем Уинсорского университета более сорока лет, в последние годы в звании почётного профессора. В январе 2014 года он перенёс инсульт и в апреле того же года скончался в возрасте 77 лет, оставив после себя жену Аниту и шестерых детей.

## Творческая деятельность
Маклеод впервые испытал свои силы как писатель во время учёбы в Индиане. По его собственным словам, он начал писать, чтобы отвлечься от занятий, а также потому, что чувствовал себя оторванным от дома и часто думал о родных местах. Первый рассказ Маклеода, «Лодка», увидел свет в 1968 году в литературном журнале Massachusetts Review, а на следующий год был включён в антологию «Лучшие американские рассказы» (русский перевод опубликован в журнале «Вокруг света» в 1971 году). В 1976 году вышел в свет первый сборник рассказов Маклеода, а через десять лет второй. В 2000 году вошедшие в них рассказы вместе с двумя новыми были переизданы в одном томе под названием «Остров». Это издание увидело свет всего через год после публикации первого романа Маклеода — «Без особых потерь» (англ. No Great Mischief). Этот роман стал бестселлером в Канаде, выиграв ряд национальных и международных призов, включая престижную Дублинскую литературную премию. В 2009 году роман «Без особых потерь» занял первое место в списке лучших книг Атлантической Канады, составленном по итогам читательского голосования.
Персонажи большинства рассказов и романа Маклеода — простые жители Кейп-Бретона, потомки шотландских иммигрантов, двести лет хранящие народные традиции Нагорья и гэльское наречие. Его герои — обычно мужчины (первый протагонист-женщина появляется лишь в одном из рассказов, изданных в 2000 году) — рано оказываются на короткой ноге со смертью, покидают обнищавшие родные места только для того, чтобы в итоге вернуться, упорно ищут семейные корни. Характерным примером является сюжет «Без особых потерь», где от лица рассказчика Александра Макдональда прослеживается история его семьи с XVIII века до 1980-х годов.
За весь период между выходом романа «Без особых потерь» и однотомника «Остров» и своей смертью в 2014 году Алистер Маклеод издал две книги — иллюстрированную версию рассказа «Всему своё время. Кейп-Бретонская рождественская сказка» (англ. To Everything There Is a Season: A Cape Breton Christmas Story), выходившего до этого в двух сборниках, в 2004 году, и новый рассказ «Память» (англ. Remembrance), написанный к 25-летию Ванкуверского международного фестиваля писателей и выпущенный отдельным изданием в 2012 году. До выхода «Памяти» им в общей сложности было издано 16 рассказов за более чем четыре десятилетия. Такой невысокий темп объясняется крайней взыскательностью Маклеода к своему творчеству. В интервью он рассказывал, что не пишет целых черновиков рассказов, а переписывает их предложение за предложением; финал, однако, был обычно готов уже по ходу работы, поскольку, по словам Маклеода, это помогало ему сфокусироваться и думать о том, что он хочет сказать. Эта же крайняя неторопливость в работе над текстами едва не стала причиной срыва выхода в свет романа «Без больших потерь»: хотя дата публикации была назначена на осень 1999 года, издателю удалось заполучить у Маклеода рукопись только в мае.
Результат долгой работы над текстами, однако, высоко оценивается литературными критиками и другими писателями. Элис Манро, сама получившая Нобелевскую премию как мастер рассказа, писала: «Тяжело вспомнить кого-то, кто умеет заворожить читателя так, как Маклеод». Жюри Дублинской литературной премии, присуждая её Маклеоду, писало: 

Музыка Кейп-Бретона звенит в этой книге, то весёлая, то грустная, но всегда неотвязная. Написанный гипнотической, величественной прозой, в которой каждому слову отведено идеально подобранное место, «Без особых потерь» создаёт такое же неотвязное впечатление и показывает, почему его написание заняло у мастера больше десяти лет. Это великолепный новый роман писателя, чьё имя станет известным каждому. Оригинальный текст (англ.)The music of the Cape Breton rings throughout this book, by turns joyful and sad but always haunting. Written in a hypnotic, stately prose where every word is perfectly placed, ‘No Great Mischief’ has the same haunting effect, and shows why the master craftsman took more than ten years to write it. This is a magnificent new novel from a writer about to become a household word.
Литературные достижения Алистера Маклеода были отмечены в 2008 году производством в ранг офицера ордена Канады. С 2000 года он был членом Академии искусств и гуманитарных наук Королевского общества Канады.